# Basile-Jean Risopoulos
 (décembre 2019).
Basile-Jean Risopoulos,né le 27 octobre 1919 à Schaerbeek et décédé le 5 mai 1997 à Anderlecht, est un avocat et homme politique belge.

## Biographie

### Éléments personnels
Basile-Jean Risopoulos est né dans une famille modeste d'un père d'origine grecque et d'une mère d'origine belge. Il a un frère, Stéphane, devenu ingénieur agronome après avoir fait ses études à Gembloux. En 1954, Basile-Jean Risopoulos épouse Francine Willems, avocate belge, avec laquelle il eut deux enfants. Sa fille, Sylvie Risopoulos, directrice de l'administration à la Cocof et son fils, André Risopoulos, avocat en droit pénal.

### Formations
Basile-Jean Risopoulos étudie à l'école officielle du boulevard Clovis ainsi qu'à l'Athénée de Schaerbeek. Désireux de faire des études supérieures, il entreprend une double licence en histoire et en droit en tant que boursier à l'université libre de Bruxelles. C'est en menant sa vie d'étudiant qu'il s'intéresse à la politique, s'inscrit au Parti libéral et devient le président de la Jeune Garde libérale de Schaerbeek à 19 ans. 
De 1940 à 1942, Basile-Jean Risopoulos entre, en tant que professeur, au sein de l'enseignement secondaire et devient le remplaçant de Félicien Favresse, professeur d'histoire et de géographie à l'Athénée de Saint-Gilles.   
En 1943, durant la Seconde Guerre mondiale, il reçoit son diplôme en histoire et son doctorat en droit en prêtant le serment d'avocat sans pour autant commencer sa carrière juridique.   
Dès 1942, Basile-Jean Risopoulos entre dans l'Armée secrète avant d'être arrêté par les Allemands. Sept mois s'écoulent au sein de la prison de Saint-Gilles avant qu'il ne soit envoyé à Merksplas où il s'évade pour mener une vie de fugitif durant un laps de temps indéterminé.  
C'est à la fin de la Seconde Guerre mondiale que Basile-Jean Risopoulos part volontairement en Écosse afin de suivre une formation au sein du camp d'entrainement des commandos de l'armée britannique où il reçoit son Béret vert. En 1945, il participe à l'offensive de la Baltique ainsi qu'à plusieurs libérations de camps de concentration.  
Après cinq mois passés en Allemagne, Basile-Jean Risopoulos continue sa formation juridique en effectuant son stage au barreau de Bruxelles et commence à travailler au ministère de la Reconstruction pour ensuite entamer sa carrière d'avocat. 

### Carrière d'avocat
En 1945, après avoir effectué son stage au barreau, Risopoulos commence sa carrière d'avocat durant laquelle il exerce dans tous les domaines du droit. Il devient président du Jeune Barreau en 1961-1962 et secrétaire de l'Ordre des avocats de 1963 à 1965.

### Carrière en politique
Basile-Jean Risopoulos exerce son métier d'avocat tout en accomplissant une carrière de politicien. En janvier 1965, il est Rapporteur au Congrès de Liège du Parti libéral et fait ensuite parti d'une Commission pour l'amélioration des relations communautaires (Commission Meyers). 
En réaction à la montée du mouvement nationaliste flamand, Risopoulos se lance dans le combat politique libéral en prônant le bilinguisme et en défendant les francophones de Flandre. 
En 1968, l'affaire « Walen buiten » à l'Université de Louvain dissout la coalition PSC/PLP ce qui engendre la scission linguistique des partis politiques en deux groupes distincts. De ce fait, Basile-Jean Risopoulos entre dans le « groupe des 28 » afin de préparer la réforme de l'État belge.   
De 1968 à 1974, Basile-Jean Risopoulos entre au Sénat belge en tant que sénateur provincial élu du Brabant. De 1974 à 1976, il devient le président du Parti libéral bruxellois tout en participant aux débats au sein du Sénat jusqu'en 1977 concernant la fédéralisation de l'État belge, puis à la Chambre des députés de 1977 à 1985.
Basile-Jean Risopoulos rallie le Parti libéral au Rassemblement du Droit et de la Liberté et crée le Rassemblement bruxellois avec François Persoons, Lucien Outers, André Lagasse, et Antoinette Spaak afin de défendre et de protéger les francophones de Bruxelles.
En 1978, Basile-Jean Risopoulos rejoint le FDF car, selon lui, les autres partis  ne parviennent pas à résoudre la problématique des mouvements nationalistes flamands.
De 1986 à 1989, il est président du premier Conseil Régional, vice-président du Premier Ministre culturel français et échevin de l'agglomération de Bruxelles. De 1994 à 1887, Risopoulos prend part à la gestion communale d'Ixelles où il devient échevin des Finances, du Personnel et du Contentieux.

### Autres fonctions
Durant sa carrière, Basile-Jean Risopoulos s'intéresse également à Mudra, au conservatoire de musique, ainsi qu'à la Maison de la Belote. Le 6 décembre 1983, il fonde le Club de Richelieu de Bruxelles, club de services fondé sur la défense de la culture et de la langue française.
De 1971 à 1975, outre son rôle politique et sa carrière d'avocat, il devient aussi le vice-président du conseil d'administration de l'ULB, président de la Maison de la Francité ainsi que membre de l'AFAL (Association francophone d'amitié et de liaison).

## Hommages
En hommage à Basile-Jean Risopoulos, plusieurs auteurs ont écrit à son sujet. Par exemple, Claude Van Ham écrit : « La barre, l'œil brûlant, la voix qui feint d'hésiter, il est servi par ce comble de l'art oratoire qui est le naturel. Il trace des ronds et met ses auditeurs en appétit. Et puis, soudainement, il projette l'infiniment pointu au centre des ronds ».
De plus, François Glansdorff écrit « Immense était son érudition et son intelligence du passé, qu'il commentait dans l'allégresse et dans toutes les langues, parce qu'il les parlait toutes ou presque, avec cette espèce de jubilation intense qui fascinait, et parfois pétrifiait, son auditeur », ainsi que « Basile J. Risopoulos était un prince de la parole et du verbe, mais aussi de la plume. Il a tenu dans le Journal des Tribunaux la chronique des grandes conférences du Jeune Barreau depuis 1949 jusqu'à sa mort : près d'un demi siècle de journalisme dans tous les domaines. On pourrait en faire un volume d'une extraordinaire richesse » et enfin « De bout en bout, il est resté fidèle à son combat, qui était la défense de Bruxelles, et surtout de la Belgique romane, de la langue qu'il parlait avec tant d'autorité et d'élégance ».